# الرشيد سعيد يعقوب
الرشيد سعيد صحفي وسياسي سوداني ويشغل حاليا منصب وكيل وزارة الإعلام في حكومة الفترة الانتقالية في السودان.

## حياته
عمل الرشيد كدبلوماسي سابق وتم فصله من الخدمة في عهد الإنقاذ بعد انقلاب عمر البشير 1989م، وانتقل بعدها لفرنسا ليعمل في الصحافة وتصل خبرته في الصحافة لأكثر من 25 عاماً عمل فيها في مختلف مؤسسات الإعلام العالمية ومنها فرنسا 24.

## نشاطه
نشط الرشيد سعيد في فرنسا في الأحزاب اليسارية الفرنسية وترشح للانتخابات البلدية كأول سوداني يفوز بالانتخابات الفرنسية  هو وزوجته هالة بابكر النور ابنة الضابط الشيوعي بابكر النور الذي أعدمه الرئيس الأسبق نميري في انقلاب 1971م.

## انجازاته
تم اختيار الرشيد كوكيل لوزارة الاعلام والثقافة في السودان ضمن حكومة الفترة الانتقالية في يوم 16أكتوبر 2019م برئاسة عبد الله حمدوك، وكان الرشيد عضوا في شبكة الصحفيين السودانين الفصيل المؤسس لتجمع المهنيين السودانيين الذي قاد الاحتجاجات في 2018 و 2019م وكان عضوا في لجنة العلاقات الخارجية للتجمع.